# Barbara Cannon
Barbara Cannon, född 1946 i Storbritannien, är verksam som fysiolog. Hon disputerade 1971 i Stockholm på avhandlingen Aspects of fatty acid metabolism in brown adipose tissue. Hon är verksam vid Arrheniuslaboratorierna på Wenner-Grens Institut och är professor i zoofysiologi vid Stockholms universitet. Hon blev 1989 utländsk ledamot av svenska Vetenskapsakademien. Hon utsågs i början av 2012 att vara samma akademis preses för perioden från den 1 juli 2012 till den 30 juni 2015.